# دنغوز العليا (أختاتشي)
دنغوز العلیا (بالفارسية: دنگوز علیا) هي قرية تقع في إيران في قسم أختاتشي الريفي (مقاطعة بوكان). يقدر عدد سكانها بـ 136 نسمة .